# Raad een lied (of niet)
Raad een lied (of niet) was een Nederlands wekelijks radiospelprogramma op Hilversum 1 (tegenwoordig Radio 2), dat van 1978 tot 1987 werd uitgezonden door de TROS en gepresenteerd werd door de Nederlandse cabaretier Willy Walden en zijn vrouw Aase Rasmussen.
Er werden meer dan 500 uitzendingen uitgezonden.

## Concept
In dit spelprogramma gaven Walden en Rasmussen cryptische omschrijvingen van liedjes, die de luisteraars vervolgens moesten raden. Luisteraars die een kaartje hadden gestuurd konden gebeld worden om de oplossing te geven en werden geacht het refrein van het liedje waarvan ze dachten dat het de oplossing was zelf te zingen. (Wie dat echt niet kon of wilde mocht het ook opzeggen.) Als het liedje fout was, konden de kandidaten toch nog 100 gulden verdienen als het liedje dat zij gezongen hadden een van de drie onderstreepte woorden uit de opgave bevatte. Rasmussen hield dat bij. ("Het is niet het goede liedje, mevrouw, maar Aase zit hier te lachen....", zei Walden dan.) Hierdoor kregen de volgende kandidaten ook meer informatie over het gezochte liedje. Was na een bepaald aantal beurten het lied niet geraden, dan gaf Walden de oplossing en was het tijd voor een nieuwe opgave.
Opvallend was dat de dalmatiër van het echtpaar, Doesjka, altijd mee in de studio verbleef. De productie was in handen van Louis Dusée.

## Openingslied
Het openingslied werd door producer Louis Dusée gezongen: "Raad een lied, raad een lied/ Ook al raadt u 't liedje niet is dat geen reden voor verdriet/ Niet of wel, 't is maar spel/ Als u in de stemming bent/ is 't beste dat u 'n kaartje zendt naar de TROS-radio!" 

## Parodieën
André Van Duin parodieerde het programma ooit. Frans van Dusschoten speelde Walden, Corrie van Gorp Rasmussen en Van Duin een luisteraar die naar het programma belde. Ook Robert Long maakte ooit een parodie op het spelletje.

## Meer informatie
- http://www.beeldengeluidwiki.nl/index.php/Raad_een_lied_of_niet
- http://zoeken.beeldengeluid.nl/internet/index.aspx?chapterid=1164&filterid=974&contentid=7&searchID=2062932&columnorderid=-1&orderby=1&itemsOnPage=10&defsortcol=12&defsortby=2&pvname=personen&pis=expressies;selecties&startrow=1&resultitemid=2&nrofresults=10&verityID=/13240/13240/13240/20680@expressies
- http://www.troskompas.nl/artikelen/tros-50-jaar/raad-een-lied/
- https://web.archive.org/web/20120319032248/http://jeugdsentimenten.net/beeld-en-geluid/radio/raad-een-lied-of-niet/